# Середюк, Илья Владимирович
Илья Владимирович Середюк (род. 16 ноября 1975, Кемерово) — российский государственный и политический деятель. Губернатор Кемеровской области — Кузбасса с 12 сентября 2024 года (врио 15 мая — 12 сентября 2024). Председатель Правительства Кемеровской области — Кузбасса (2022 — 2024).   Глава города Кемерово (2016— 2022). 

## Биография

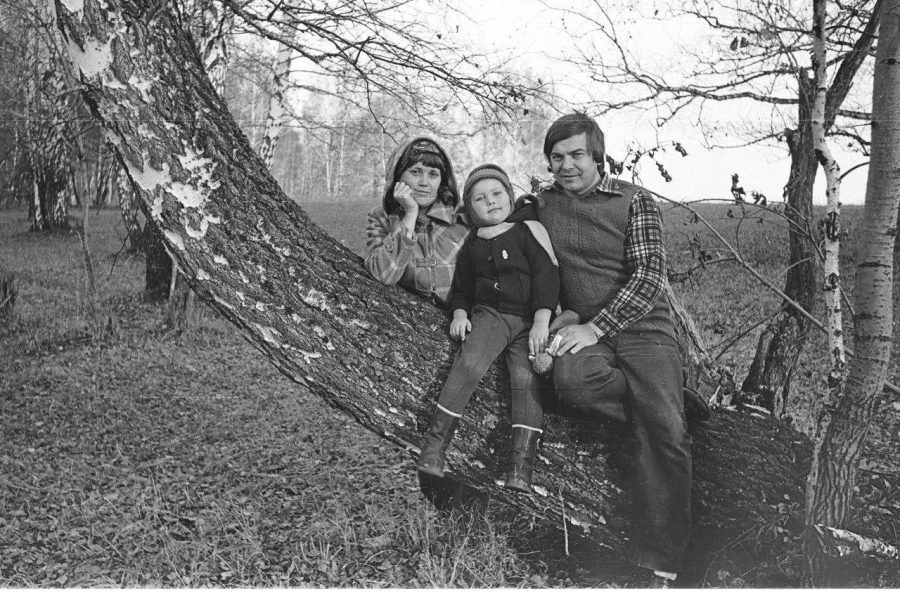
Илья Середюк с родителями в детстве

### Детство и юность
Родился 16 ноября 1975 года в городе Кемерово в семье инженера и педагога. 
Отец — Владимир Михайлович Середюк (1949—1994), преподаватель, инженер. Преподавал на кафедре «Металлорежущие станки и инструменты» механико-машиностроительного факультета Кузбасского государственного технического университета, а под конец жизни руководил вузовским центром технических средств обучения.
Мать — Галина Ивановна Середюк, учительница русского языка и литературы. Преподавала в гимназии № 41 города Кемерово.
В 1993 году окончил среднюю школу №84 города Кемерово. В 1997 году получил диплом КузГТУ с отличием, окончив университет по специальности «Экономика и управление на предприятии» с присвоением квалификации «инженер-экономист».

### Профессиональная карьера
Начал трудовую деятельность консультантом в управлении промышленности, транспорта и связи администрации Кемеровской области, в 1998 году назначен советником первого заместителя Губернатора Кузбасса по экономике.
В 1999 году Арбитражным судом Кемеровской области назначен внешним управляющим ОАО «Топкинский цемент». С 2000 по 2003 год работал заместителем директора по экономике, директором по финансам и экономике КОАО «Ортон». С 2003 по 2006 год Илья Середюк возглавлял управление промышленности и потребительского рынка администрации Кемерова, затем стал заместителем главы города по городскому развитию. В 2010 году покинул мэрию и занял должность в Кемеровском муниципальном районе, где был избран главой. Спустя пять лет, в 2015 году, стал заместителем губернатора Кузбасса по агропромышленному комплексу, природным ресурсам и экологии.

## Глава города Кемерово
С весны 2016 года, после отставки мэра города Кемерово Валерия Ермакова, Илья Середюк решением Амана Тулеева был назначен на эту должность в статусе исполняющего обязанности, а осенью того же года впервые был избран главой, будучи выдвинутым от «Единой России». 18 сентября 2016 года в единый день голосования за его кандидатуру отдали свои голоса 78,57 % кемеровчан, пришедших на избирательные участки. 30 сентября 2016 года состоялась церемония вступления в должность главы города Ильи Середюка.
Работу на посту главы Середюк начал с увольнения всех заместителей времен Ермакова и генеральной уборки города, сразу же получив одобрение кемеровчан. Середюка часто видели среди других горожан на общественных мероприятиях и просто гуляющим по улицам.
В этот период в городе была возрождена муниципальная программа ремонта дворовых и общественных территорий. В 2018 году завершена первая за 60 лет реконструкция набережной Кировского района, а реновация бульвара Строителей в Ленинском районе города превратила бульвар в самый крупный линейный парк Кузбасса. В 2017 году в Кемерове был установлен внутригородской исторический рекорд по вводу жилья — 354,4 тысячи кв. метров. Построены новые дороги, в числе которых продолжения трёх проспектов: Московского, Комсомольского и Химиков — с кольцевыми развязками.
В сентябре 2021 года после отмены в Кузбассе в 2019 году прямых выборов мэров, горсовет одобрил кандидатуру Ильи Середюка, и он стал главой Кемерова на второй срок.
В этот период в Кемерове были начаты несколько крупных инфраструктурных проектов: комплексное развитие территории заискитимской части города на площади 540 га, модернизация городского общественного транспорта с полной отменой маршрутных такси и заменой подвижного состава автобусов и троллейбусов, а также программа капитального ремонта городских мостов через реку Большая Камышная и реку Томь.
19 сентября 2022 года Середюк получил назначение в Правительство Кузбасса, а 20 сентября депутаты Кемеровского горсовета приняли отставку мэра Ильи Середюка по собственному желанию. После этого, отвечая на вопросы журналистов, Середюк рассказал, чем больше всего гордится за время работы на посту главы Кемерова: «Больше всего я горжусь тем, что большинство кемеровчан поддерживало и команду администрации, и меня лично, и те проекты, которые мы начинали вместе. И горжусь тем, что сообщество кемеровчан трудилось, совместно достигая тех результатов, которые были за этот период».
23 сентября 2022 года Илья Середюк назначен на пост первого заместителя губернатора — председателя правительства Кемеровской области — Кузбасса.

## Губернатор Кузбасса
15 мая 2024 года Президент России Владимир Путин подписал указ о назначении Ильи Середюка на должность временно исполняющим обязанности губернатора Кемеровской области — Кузбасса. Он сменил на должности Сергея Цивилёва, ставшего министром энергетики.
Выдвинут от «Единой России» на пост губернатора Кемеровской области в июле 2024 года.
В сентябре 2024 года Илья Середюк победил на выборах главы региона, набрав 78,38% голосов. 12 сентября вступил в должность губернатора Кемеровской области.

## Социальные сети и СМИ
Собственные страницы в соцсетях Илья Середюк создал в 2017 году и активно вёл их, лично и часто с юмором отвечая на комментарии, о чём неоднократно заявлял.
В своих соцсетях он публиковал не только официальные посты, но и прогноз погоды, делился новыми рецептами или сообщал, где лучше отдохнуть в тишине. До того, как в РФ запретили некоторые соцсети, Середюк публиковал снимки и видеозаписи, снятые во время отдыха. Судя по всему, бывший глава любит отдыхать на природе вблизи водоёмов. Особый резонанс вызвала публикация, в которой он показывал, как готовит котлеты в мужской компании на таёжной пасеке.
В день своего 45-летия Середюк опубликовал свои архивные фото, на снимках — он ещё совсем младенец, на некоторых будущий мэр позирует со своими родителями.
Местным интернет-мемом стала его синяя спортивная шапочка с гербом Кемерова, в которой градоначальник выезжал на городские стройки.
4 марта 2021 года Илья Середюк был госпитализирован в связи с ушибом селезёнки и переломом рёбер. Травмы были получены при случайном падении в смотровую яму в гараже. Спустя день Илья Середюк записал видеообращение к горожанам, в котором рассказал о случившемся, успокоил жителей и поблагодарил врачей.
Накануне Нового 2022 года Середюк опубликовал свою детскую фотографию, на которой он запечатлён с бенгальскими огнями, сопроводив воспоминаниями, что бенгальские огни подарили родители, и напомнил кемеровчанам, что нужно соблюдать правила безопасности при запуске пиротехники, а также объяснять эти правила детям.
Илья Середюк неоднократно занимал ведущие позиции в рейтинге первых лиц столиц субъектов Сибирского федерального округа, составленном «Медиалогией». По данным на август 2022 года, Середюк вошёл в топ-4 медиарейтинга.
После объявления о переходе Середюка на должность председателя правительства Кузбасса жители Кемерова были обеспокоены новым назначением и высказали свою любовь к градоначальнику в комментариях к публикации в telegram-канале. В свою очередь покинувший пост главы Кемерова Илья Середюк поблагодарил горожан за поддержку, традиционно написав обращение в соцсетях.

## Личная жизнь
Женат, воспитывает двоих сыновей и дочь. В июне 2024 года Илья Середюк сообщил журналистам, что полтора года назад стал дедом.

## Награды
В ходе своей политической и общественной деятельности Илья Владимирович Середюк был удостоен разных наград, благодарственных писем и юбилейных медалей, в том числе:
- Медаль «За служение Кузбассу»[31]
- Медаль «Родина и Братство»[32]
- Медаль «За особый вклад в развитие Кузбасса» I, II, III степени[31][4]
- Серебряный и бронзовый знаки «За заслуги перед городом Кемерово»[32]
- Почётный знак «Золотой знак «Кузбасс»[32]
- Орден «За обустройство Земли Кузнецкой»[32][4]
- Звание «Почётный строитель Кузбасса»[32][4]
- Медаль «За честь и мужество»[32]